# Ana Maria Balsera i Marín
Ana Maria Balsera i Marín, sovint coneguda com Ana Balsera i Marín (Barcelona, 1991) és una política catalana, diputada al Parlament de Catalunya durant la XIII legislatura per Esquerra Republicana de Catalunya.
Nascuda a Barcelona, va créixer i viu a Santa Coloma de Gramenet. La seva mare és de Huelma, un poble de Jaén i el seu pare és d'Alange, a Badajoz. Va estudiar dret a la Universitat Pompeu Fabra, on es va graduar el 2013. Posteriorment va estudiar un Màster d'accés a l'advocacia cursat a la mateixa universitat. El 2016 es va col·legiar a l'ICAB. Ha desenvolupat la seva activitat professional exercint el dret civil i mercantil a diversos despatxos d'advocats.
És militant d'Esquerra Republicana de Catalunya (ERC) des del 2015. És vicepresidenta i secretària de la Dona de la Secció Local d'ERC de Santa Coloma de Gramenet i secretària de la Dona de la Federació Comarcal del Baix Besòs. Es va presentar amb Esquerra Republicana a les Eleccions al Parlament de Catalunya de 2021, ocupant el número 18 a les llistes per Barcelona.